# Christian Falster
Christian Falster (Branderslev, isla de Laaland, 1 de enero de 1690-Ribe, 24 de octubre de 1752) fue un filólogo, traductor y poeta satírico danés.

## Biografía
Se educó en la escuela catedralicia de Nykøbing y a los 22 años empezó a dirigir la de la catedral de Ribe, logrando mejorarla mientras ganaba una reputación europea como filólogo latino. Se convirtió en el rector de la escuela en 1723, construyó un nuevo edificio para la misma y le organizó una buena biblioteca que aún hoy perdura. Y aunque le ofrecieron varias veces puestos de mayor responsabilidad (una vez como rector en Roskilde y en otras dos ocasiones para enseñar en Copenhague), él los rechazó, ya que se encontraba bien asentado en Ribe.
Publicó traducciones de Ovidio (1719) y de las Sátiras de Juvenal (1731); él mismo escribió once sátiras originales sobre su época que se reimprimieron a menudo (1720-39), aunque al ser comparado con las comedias de su contemporáneo Ludvig Holberg se les echaba de menos el humor que estas contenían; Falster incluso se dio cuenta de ello y por eso tal vez dejó de escribirlas en 1722. Como escritor en latín se le consideraba bastante mejor. Escribió en esta lengua Viglia Prima Noctium Ripensiun (1721), Memoriae Obscuriae (1722) y Amoenitates Philologicae (Ámsterdam, 1821-32, 3 vols.), un largo comentario sobre las Noctes Atticae de Aulo Gelio atento sobre todo a las cuestiones léxicas.
Los editores de The Classical Journal escribieron que:
Falster pensó que todo lo que aprendía debía aplicarse a la teología y, como Erasmo, que los autores clásicos podrían contribuir mucho a la sana religión. El trabajo de Falster cubrió un amplio campo desde la historia de la literatura griega por un lado hasta la lexicografía latina por otro, reconociendo que la filología en sentido estricto y la literatura están inextricablemente entretejidas.

## Obras

### Latinas
- Viglia Prima Noctium Ripensiun (1721)
- Memoriae Obscuriae (1722)
- Amoenitates Philologicae (Ámsterdam, 1821-32, 3 vols.).

### Sátiras
- Disse Tiders onde Optugtelse, 1720.
- Daarers alamodiske Leve-Regler, 1721.
- Dend daarlige udenlandske Rejse og modige Hiemkomst, 1721.
- Dend U-tidige Rang-Syge, 1722.
- Dend Uforsvarlige Recommendation, 1722.
- Verden som et Doll-Huus, 1730.
- Om falske Venner, 1739.
- Den Latinske Skriverstue, 1742.

### Traducciones
- Ovidio, 1719.
- Juvenal, Sátiras, 1731.